# Je suis malade
Je suis malade è un singolo di Serge Lama, pubblicato in 7" nel 1973.

## Singolo
La titletrack Je suis malade, scritta da Serge Lama e Alice Dona, è stata cantata originalmente dallo stesso Serge Lama e pubblicato nel suo album del 1973 omonimo.

## Cover
Nello stesso anno la cantante Dalida ne ha inciso una cover che ha contribuito al successo del brano. Nel 2003, poi, lo stesso Serge Lama pubblicherà, nell'album di duetti Pluri((elles)), una versione del brano in duo virtuale con Dalida (scomparsa nel 1987).
Ornella Vanoni ne ha interpretato la versione italiana, adattata da Giorgio Calabrese con il titolo Sto male; il brano apre l'album Ornella Vanoni e altre storie del 1973. Nel 1994 la cantante italo-belga Lara Fabian ha inserito la canzone nel suo secondo album Carpe diem del 1994, da cui è stato estratto come singolo.